# Coendou rothschildi
Coendou rothschildi är en däggdjursart som beskrevs av Thomas 1902. Coendou rothschildi ingår i släktet Coendou och familjen trädpiggsvin. IUCN kategoriserar arten globalt som livskraftig. Inga underarter finns listade i Catalogue of Life.
Arten når en kroppslängd (huvud och bål) av 33,2 till 42 cm, en svanslängd av 29 till 41,3 cm och en vikt av cirka 2 kg. Coendou rothschildi har 62 till 77 mm långa bakfötter och 20 till 26 mm långa öron. Ovansidan är täckt av många taggar som är svart i mitten och vitaktig till blek gulaktig vid spetsen. Den rosa nosen är bara täckt av några fina hår. Piggsvinets svans är bred vid roten och den blir smalare fram till spetsen. Svansen kan användas som gripverktyg.
Detta trädpiggsvin förekommer främst i Panama och kanske i angränsande regioner av Costa Rica och Colombia. Arten når i bergstrakter 1000 meter över havet. Habitatet utgörs av olika slags skogar.
Individerna är aktiva på natten och klättrar i växtligheten. De vilar gömda i den täta vegetationen. Coendou rothschildi äter bland annat blad och frukter.